# Feria de la Alasita
La Feria de la Alasita es una feria anual tradicional de miniaturas artesanales con la finalidad ritual de que las mismas se conviertan en realidad. La deidad aimara Ekeko, dios de la abundancia, es considerada la deidad de la feria. La Feria es celebrada principalmente en la ciudad de Puno,  y en Bolivia cada 24 de enero, habiéndose declarado los recorridos rituales en Alasita Patrimonio Inmaterial de la Humanidad por la Unesco.
No obstante, esta viene a ser parte de la cultura peruana, teniendo orígenes en los pueblos aymaras, donde ha llegado a adquirir una gran popularidad en los últimos años en especial en la ciudad de Puno.

## Origen

### Adoración al Ekeko
La tradición de adoración al ídolo "Illa" del Ekeko se remonta a tiempo prehispánico de las culturas Pucará y Tiahuanaco en el Altiplano boliviano , tradición heredada finalmente por los Aymaras. Sin embargo, la organización formal se inicia en época colonial con la llegada de españoles en el año 1781, cuando el gobernador intendente de La Paz, Audiencia de Charcas, José Sebastián de Segurola ordenó celebrar una fiesta anual en honor a la deidad denominada Ekeko, en agradecimiento porque la ciudad se salvó del cerco indígena de Túpac Katari. En agradecimiento, cuando acabó el cerco, Segurola "permitió" el culto al Ekeko, que hasta entonces había sido una costumbre indígena profana en el Meseta del Titicaca 
.[cita requerida]
En 1612, el sacerdote jesuita Ludovico Bertonio escribió el primer diccionario de aimara en Juli del Gobierno de Chucuito y una de las entradas se refería a este dios. El texto es una de las pistas principales del origen del Ekeko. La descripción del jesuita empieza con las palabras "Tunupa, también conocido como Ekeko". Esta deidad era la encargada de que lloviera en el periodo de siembra, para asegurar una buena cosecha. Entonces, el Ekeko nació como un dios del agua y la lluvia, pero hoy el Ekeko no luce como ninguna divinidad de los Andes, sino como cualquier poblador de esta región sudamericana.
A mediados del siglo XVIII ya se realizaba una feria en La Paz donde se vendían artículos en miniatura y se hacía referencia a esta divinidad indígena, la feria se establecía cada 20 de octubre conmemorando la fundación de la ciudad. En 1781 el comandante Sebastián de Segurola combatió incansablemente contra la Rebelión de Tupac Katari, siendo un ferviente católico se encomendaba diariamente a Nuestra Señora de La Paz, patrona de la ciudad. Cuando la rebelión fue derrotada, Segurola ordenó que la feria que se celebraba cada año el 20 de octubre fuese trasladada al 24 de enero, fiesta de Nuestra Señora de La Paz, en agradecimiento a la Virgen María por haber protegido a la ciudad.
Existe también un relato del escritor Antonio Díaz Villamil, donde indica que fue una indígena de nombre Paulita quien convenció a Segurola del poder milagroso del Ekeko. El relato cuenta el amor de dos indígenas, Paulita e Isidro, ambos sirvientes de Ramón de Roxas y Orueta. La pareja debe separarse cuando la hija de Roxas se casa con Segurola y escoge a Paulita para que la acompañe como sirvienta personal, antes de separarse isidro le entrega una figura en miniatura a Paulita para que ésta no le olvide, la figura tenía el aspecto de su amo Ramón de Roxas, siendo éste pequeño, regordete y colorado. El amuleto estaba envuelto con pequeños sacos de maíz tostado, quispiña y charque. Cuando los rebeldes indígenas sitiaron la ciudad, Paulita comenzó a pasar hambre hasta que una noche, Isidro, convertido en un rebelde, logra visitarla escalando la muralla e ingresando por una ventana que daba a la casa de Segurola. Durante varias noches Isidro logra hacer llegar alimentos a Paulita, ésta siente lástima por sus amos y decide compartir sus alimentos con ellos, cuando Segurola le pregunta de dónde sacaba toda esa comida, Paulita responde que le reza a la pequeña miniatura que guarda en su habitación y que ésta hace aparecer varios alimentos durante la noche. Segurola queda impresionado y cuando la rebelión acaba decide instaurar una feria de miniaturas, además perdona al rebelde Isidro y acepta que éste se case con Paulita. Aunque puede resultar un relato convincente, lo cierto es que Segurola estaba soltero en 1781 y recién se casó con la hija de Roxas en 1786.

### Miniaturas

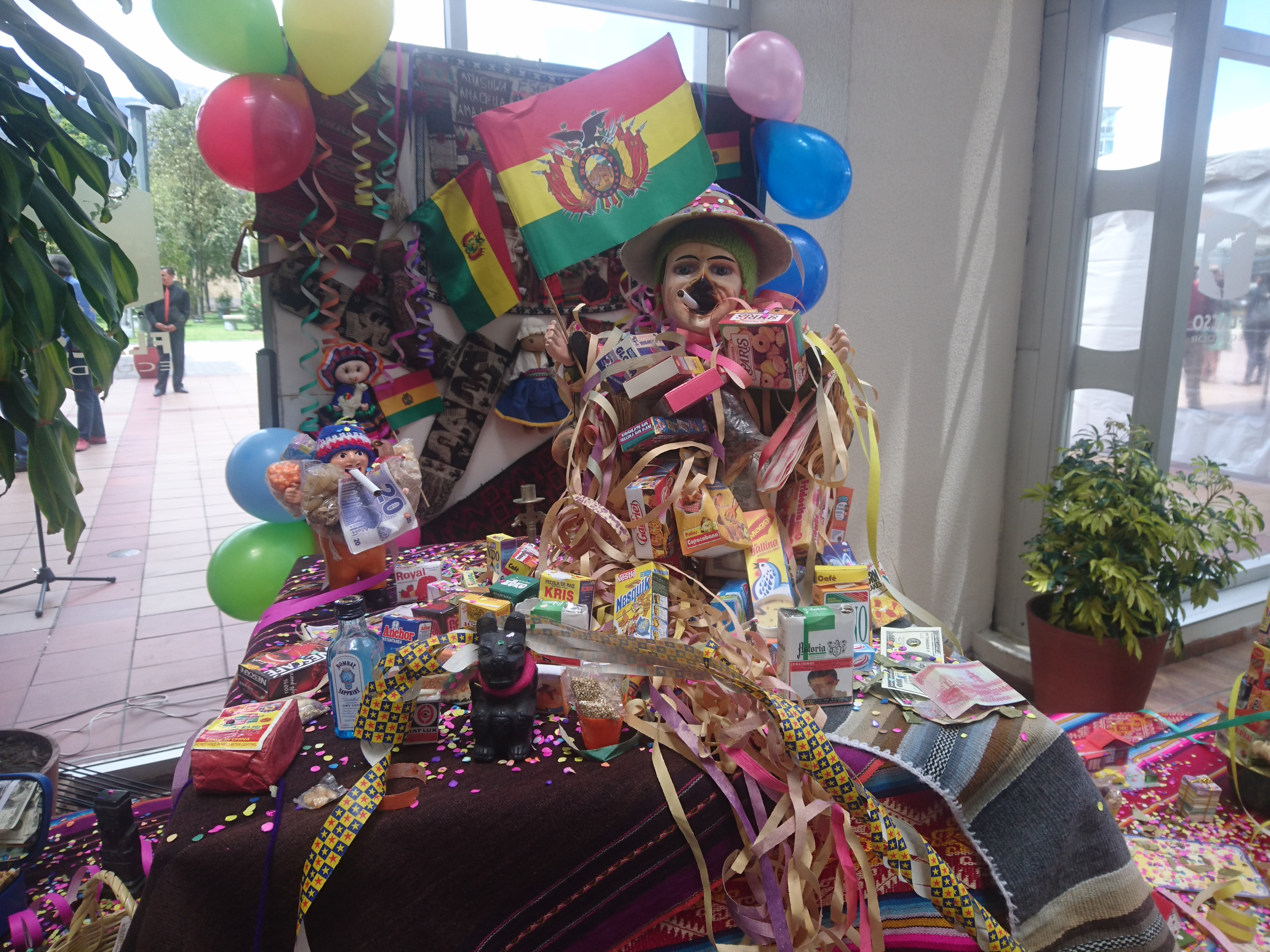
Ekeko y celebración de Las Alasitas por innmigrantes bolivianos en Quito

En 1918, Arthur Posnansky observó que en la Cultura Tiwanakota, en fechas cercanas al 22 de diciembre, la población solía adorar a sus deidades para pedir buena suerte, ofreciendo miniaturas de lo que deseaban tener o lograr.
Basado en las observaciones de Posnansky, la fabricación de miniaturas tendría sus orígenes en la era precolombina y la feria Alasitas tendría sus primeras expresiones urbanas en los primeros años de la fundación de La Paz, específicamente, cuando sus fundadores la trasladaron de Laja a las orillas del río Choqueyapu. Durante esa ocasión, Juan Rodríguez ordenó la celebración de una misa en la que participaron españoles e indígenas, este último quería contribuir trayendo pequeños ídolos de piedra y miniaturas intercambiándolas por monedas de piedra.

## Etimología
El nombre de la celebración viene del aimara alasitha, que quiere decir "comprar", siendo el libro de Bertonio Vocabulario de la lengua Aymara de 1612, el registro más antiguo del uso del término, el libro fue elaborado en el pueblo aimara de Juli, Departamento de Puno en época colonial del Virreinato del Perú.

## Celebración en Bolivia
La feria mayor, aglutina a alrededor de 5000 artesanos y se instala en el Campo Ferial del Bicentenario de La Paz, que forma parte del Parque Urbano Central, inicia el 24 de enero con presencia de las autoridades locales y nacionales y dura aproximadamente un mes.
En La Paz la festividad de la Alasita se celebra con una feria que aglutina alrededor de 5000 artesanos de todos el país y países invitados en una feria que dura 1 mes y que inicia el mediodía del 24 de enero, pero tiene sus propias versiones locales con fechas propias en otras ciudades bolivianas.Esta tradición que se originó en la época prehispánica, adquirió aceptación y vigencia en la sociedad de la época colonial y en la actualidad es un elemento cultural común de la sociedad boliviana y una de las fiestas tradicionales más importantes de Bolivia.

### Patrimonio Cultural Inmaterial de la Unesco

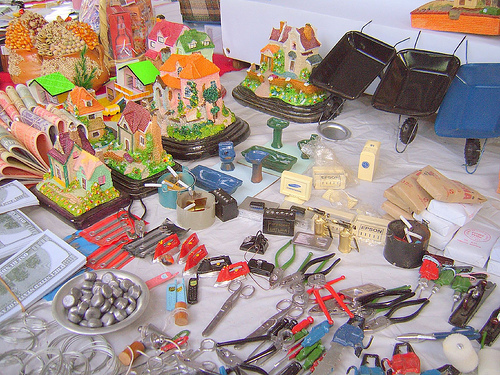
Miniaturas en la Feria de la Alasitas, La Paz

Bolivia postuló Las Alasitas y el culto al Ekeko durante esta fiesta en La Paz ante la UNESCO en el año 2011, para su reconocimiento como patrimonio cultural, sin embargo, no obtuvo una recomendación favorable por parte de expertos de la Organización de Naciones Unidas para la Educación, la Ciencia y la Cultura, la postulación fue retirada el 3 de diciembre del 2013 por el Comité Impulsor de Bolivia debido a observaciones en la misma. Entre las diferentes observaciones, destaca la polémica descripción del Criterio 02, en debate con el Perú:

Esta festividad proporciona un sentido de identidad y diálogo intercultural que permite rescatar, difundir y reconocer esta manifestación como parte de la cultura viva de La Paz y Bolivia, y que se basa en la magia de las miniaturas, que son grandes obras de arte que reflejan la creatividad de quienes las hacen perfectamente adaptadas a la idiosincrasia de la población.
La festividad de Alasitas promueve la inclusión y participación de asociaciones artesanales, comunidades de investigadores, medios de comunicación, organizaciones culturales y otras instituciones. Durante el ritual y la feria hay muchas personas que participan todas de diferentes clases sociales, culturas y edades centrándose en la preservación y promoción de esta práctica cultural no solo en Bolivia, sino en sus países vecinos.

El 25 de marzo de 2015 Bolivia postula la Alasita por segunda vez, el enfoque de la nueva postulación de la Alasita se centra en el aspecto inmaterial y espiritual, en la postulación inicial realizada en 2011, se presentó a la Alasita con el título La Fiesta de Alasita: Ritual al Iqiqu (ekeko) y a la Illa "destacando los elementos artesanales, históricos (origen).
Finalmente, tomando en cuenta el valor espiritual de la celebración, el 27 de noviembre de 2017, los Recorridos rituales en la ciudad de La Paz durante la Alasita, fueron declarados Patrimonio Inmaterial de la Humanidad por la Unesco bajo la siguiente figura: 

Los participantes en los recorridos rituales efectuados en la ciudad de La Paz durante la Feria de la Alasita –que comienza el 24 de enero y dura unas dos o tres semanas– buscan y adquieren figuritas de la buena suerte vinculadas al culto de Ekeko, deidad aimara de la abundancia y protectora de la ciudad.

### Miniaturas en Alasitas

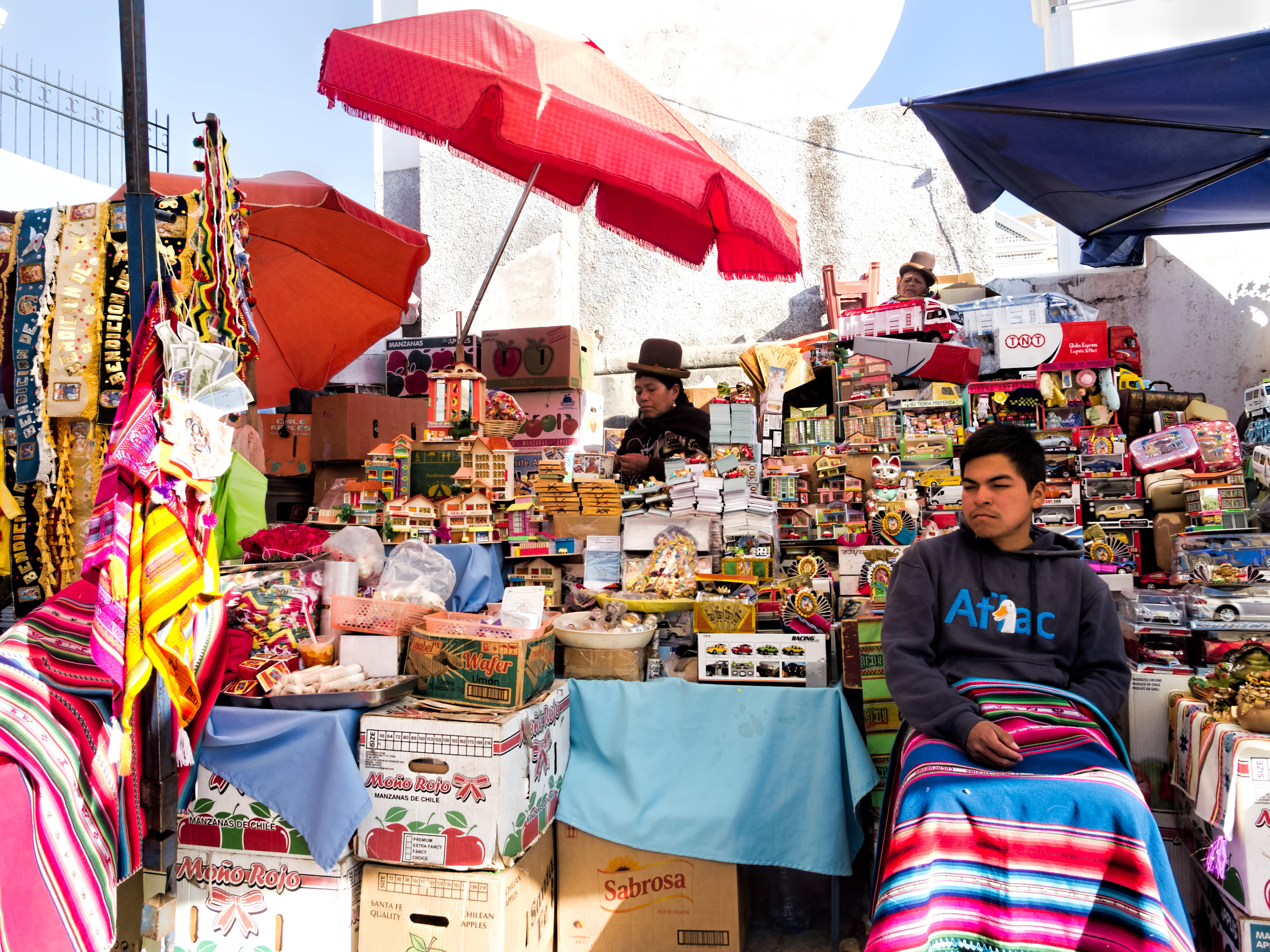
Vendedora de miniaturas en Copacabana, Bolivia.

Las Alasitas, fiesta-mercado surgido históricamente del contexto cultural aimara, comprende una gama apreciable de elementos, como por ejemplo el “pago” a la pachamama”, Ch’allas, illas, yatiris, ekeko, sahumerios y otros. Probablemente, el origen de las miniaturas se encuentra en la antigua necesidad de hacer que el Ekeko tenga capacidad de cargar en mayor número y diversidad, las vituallas y artículos que llevaba en su vida trashumante. Para que eso sea posible había que achicar, empequeñecer, miniaturizar los objetos que componían el bagaje benefactor.[cita requerida]

### Costumbres y rituales
En la ciudad de La Paz la fiesta se celebra todos los años el 24 de enero con la instalación de puestos de venta de miniaturas temporales en las calles, en toda el área metropolitana de La Paz existen puntos tradicionales de venta, muchos de ellos cercanos a templos católicos.

#### Ch'alla de mediodía
Al mediodía del 24 de enero, los que han adquirido las miniaturas, someten estas a un ritual que puede variar según el celebrante, el rito consiste básicamente en una ch'alla, rito andino que incluye una rociada con alcohol o vino, pétalos de flores, sahumerio, adornos coloridos y oraciones que mezclan tradiciones prehispánicas y católicas.
En la ciudad de La Paz la venta de miniaturas se extiende por el lapso de aproximadamente un mes en una feria que ha ido mudando de lugar hasta establecerse en el centro de la ciudad en un campo ferial habilitado para el efecto. Los visitantes compran miniaturas de toda clase de elementos del hogar: Dinero, automóviles, casas, materiales de construcción, ropa, electrodomésticos, comida, etc. que los asistentes encomiendan al Ekeko, para su conversión en realidad en el curso del año.
La tradición está tan extendida que el Ministerio de Trabajo establece una tolerancia en el horario laboral desde hace al menos 10 años, para permitir la asistencia de la población de tres departamentos de Bolivia, en el horario del almuerzo, para que puedan cumplir con la tradición de bendecir los artículos a mediodía

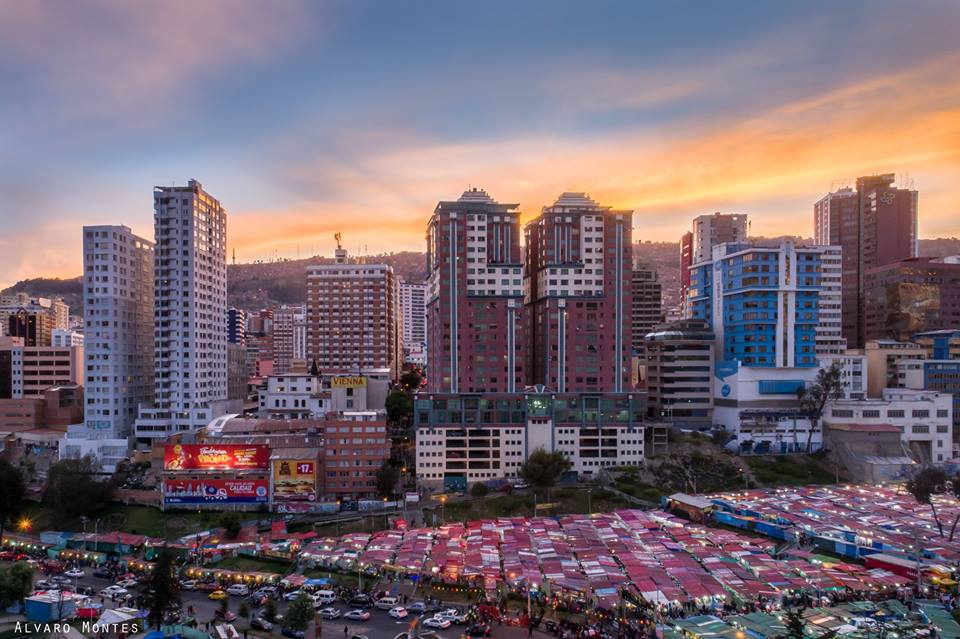
Vista nocturna de la Feria de Alasita en el Parque Urbano Central de La Paz.

#### Artículos tradicionales
Entre las miniaturas elaboradas por los artesanos participantes de la Feria de Alasitas en La Paz se encuentran:
- Billetitos miniatura.[31]

Se venden copias miniaturizadas e intervenidas de billetes nacionales y extranjeros en fajos o como parte de canastas o conjuntos de la fortuna.
- Gallos y gallinas, las figuras de yeso en miniatura se regalan a quien busque tener pareja.[33][34]
- Viviendas.[35]
- Automóviles
- Material de construcción.
- Negocios.
- Periódicos miniatura.[36]
- Cholets.[37][38]

Por parte de círculos literarios existe la tradición de la impresión y difusión de periódicos miniatura lanzados solo por la festividad así como de versiones miniatura de los diarios cotidianos. Declarados Memoria Regional del Mundo por la Unesco los periodiquitos suelen contener artículos satíricos, publicidad con referencia a la miniatura y textos de tono humorístico. Se tiene registro de estas publicaciones en La Paz desde al menos 1846.
Muchos otros elementos tradicionales son identificables en esta festividad como los Quevedos, alcancías, enseres de cocina de hojalata, soldaditos de plomo, tejidos y vestidos miniatura.

### Espacio ferial
El espacio ferial destinado a la festividad en La Paz, se halla dividido en sectores que ofertan también alimentos tradicionales como el api con buñuelos, anticuchos, plato paceño, choclo con queso y otras opciones de comida de consumo callejero.
La visita a la feria incluye la posibilidad de participar en diferentes juegos de suerte y habilidad que se desarrollan en el lugar como las canchitas, futbolines, tiro al blanco y otros similares.

### Alasita de Urkupiña

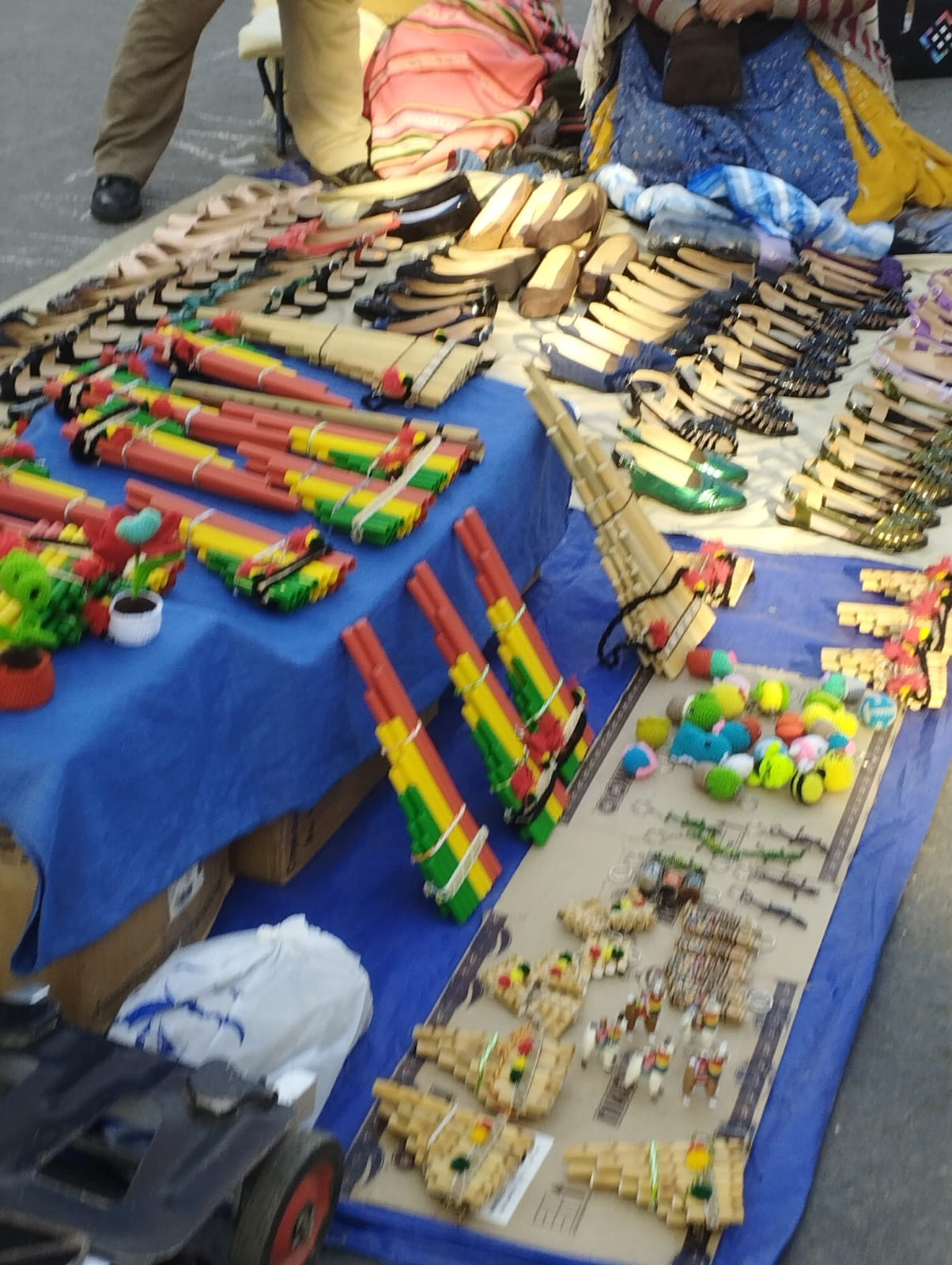
Miniaturas en la alasita de Urkupiña

En la ciudad de Quillacollo, Departamento de Cochabamba, la fiesta de Urkupiña, que se celebra durante el mes de agosto, se cierra con la feria de alasita. De acuerdo a la tradición, cuando una persona devota le hace un pedido a la virgen de Urkupiña, debe llevar consigo una miniatura que represente el pedido, la cual se ch’alla, para después hacerla bendecir y llevársela a casa, junto a las piedras que haya extraído del cerro de Cota, un rito que se comprometen a realizar durante tres años. Es común que las personas pidan dinero, propiedades, parejas sentimentales, títulos profesionales, licencias, y otros elementos en miniatura que representan sus deseos. Es común también que las familias adquieran una canasta con alimentos y artículos del hogar.
Originalmente, la celebración de la alasita en Urkupiña es una costumbre asimilada de la feria que se realiza en La Paz en enero, que con las migraciones, en particular desde la segunda mitad del siglo XX, hicieron que la costumbre se traslade también, en este caso a Cochabamba, donde encontró aceptación por la evolución de las necesidades de los peregrinos, sobre todo con relación a necesidades materiales, de trabajo, y aspiraciones personales. Durante esta etapa, la feria se realizaba ante la virgen, que era expuesta en la parte posterior del templo de San Ildefonso, y existía un “Banco del Calvario”, que emitía los billetes en miniatura. En la actualidad, la feria fue reubicada a la avenida Martín Cárdenas, que conduce al calvario, y que desde el año 2011 ha albergado a la feria

## Celebración en el Perú
En el Perú la fiesta principal se celebra el 3 de mayo de todos los años en la ciudad de Puno, en el cerro Machallata. En 2017 participaron alrededor de 1500 artesanos. 

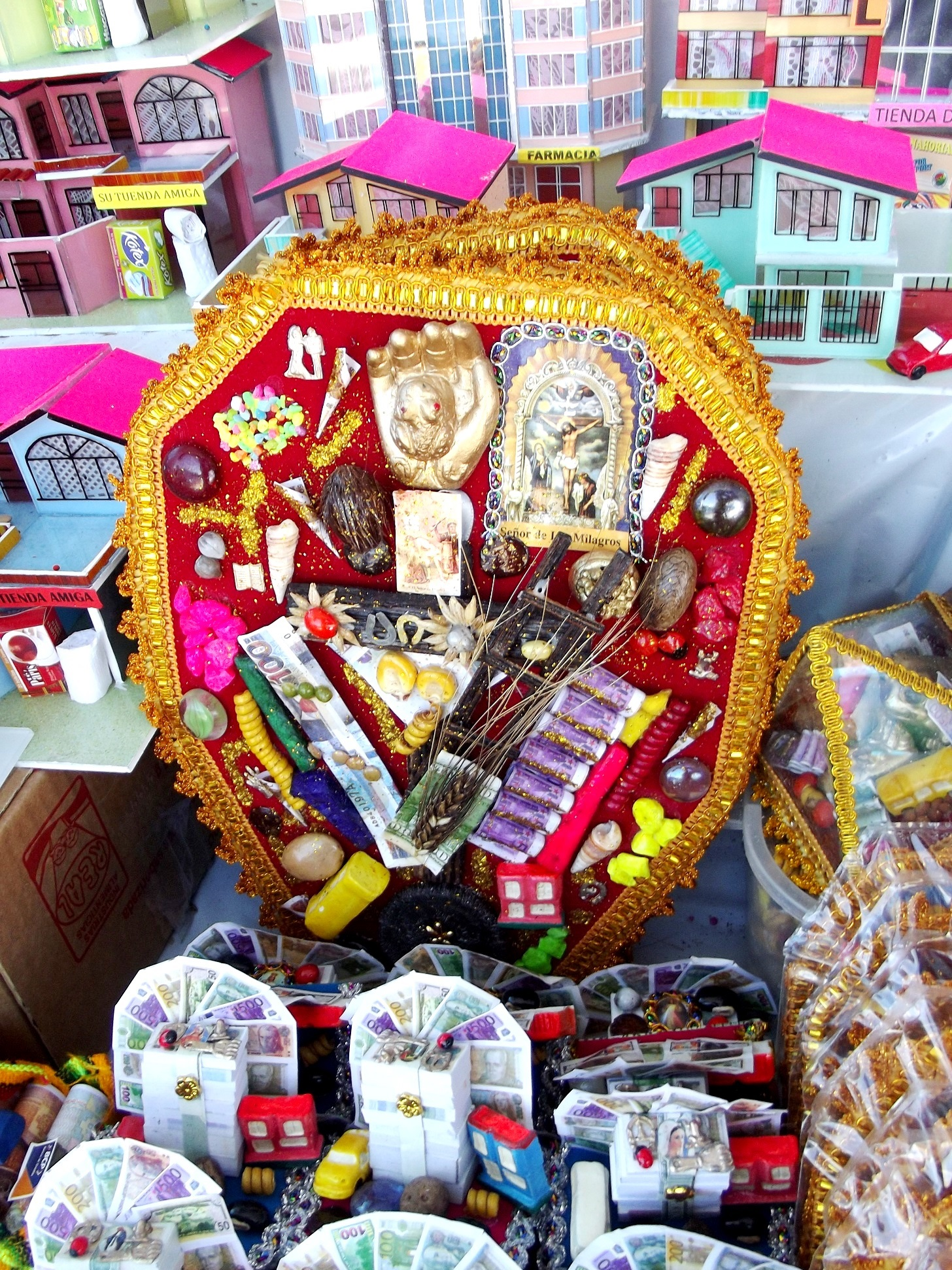
Representación del altar para Challa en alasitas, en Puno, Perú.

La fiesta tradicional del departamento de Puno, se basa en las creencia de poseer una casa, carro, tienda y entre otros. La fiesta tradicional se concentra en su finalidad y creencia, ya que, según se piensa, aquellas son las representaciones de los deseos de aquellas posesiones que los compradores quieren tener en tamaño real. Las Alasitas son objetos pequeños, ya sean estos casas, autos, electrodomésticos, que son elaborados por los artesanos de la localidad y expuestos y vendidos en ferias.  

Al respecto D. León, antropóloga peruana afirma:  
“La expansión de las alasitas tiene que ver con la migración de poblaciones aimaras hacia grandes ciudades. Llevan sus culturas y sus productos hacia donde van y han sabido expandir su cultura en el contexto urbano” 

### Rituales
Una de las prácticas rituales que se realizan con Alasitas, es aquella donde tiene papel el Ekeko, un ídolo prehispánico originario de la Cultura pucara representa la abundancia y a quien se sahúma para conseguir el objetivo representado en la Alasita. Antiguamente la feria de las alasitas tenía como práctica de intercambio el trueque, en la actualidad, son pocos o ninguno los artesanos que lo siguen teniendo como medio de pago y muchos prefieren el intercambio monetario. Los ekekos son amuletos para atraer prosperidad y abundancia, según una creencia del Altiplano (meseta alrededor del lago Titicaca). Así que cuanto más cargado el Ekeko, mayor es la promesa de riqueza para su dueño. Muchas familias peruanas tienen un ekeko en casa y su imagen suele aparecer en boletos de lotería.

#### Ch’alla: el ritual de la compra
La adquisición de las alasitas se realiza mediante un ritual muy peculiar, aunque no todos sometan sus objetos a ello. Este ritual es la ch’alla o bendición al objeto. “Consiste en esparcir líquido, que puede ser cerveza u otro tipo de alcohol, sobre el objeto, acompañado de unos rezos. Esto, para unir al objeto con la persona y para que el deseo se haga realidad”, según la antropóloga peruana Doris León.

### Patrimonio Cultural de la Nación en el Perú
En el año 2016 la Fiesta de Alasita y miniaturas del Altiplano de Puno fue declarada Patrimonio Cultural de la Nación del Perú, por su expresión de religiosidad popular de raíces prehispánicas, adaptada a las circunstancias históricas, siguiendo la evolución de las necesidades y anhelos de la población en un constante proceso de transformación. Esta declaración permite sustentar que las ferias de alasitas y la utilización ritual de miniaturas propiciatorias forman parte del Patrimonio cultural inmaterial del Perú.
La entrega de la resolución se efectuó el día de Alasitas en Puno, el 3 de mayo, el viceministro de Interculturalidad del Perú, Alfredo Luna Briceño, entregó la resolución que declara como Patrimonio Cultural de la Nación a la feria de las “Alasitas” de Puno. Este título fue concedido por Resolución Viceministerial N.º 156-2016-VMPCIC-MC en diciembre del 2016, en mérito a la expresión de la identidad cultural y social con raíces prehispánicas, a través de la creación de bienes en miniatura asociada al mundo urbano y agrario. Con la publicación de la Resolución el Ministerio de Cultura del Perú resuelve en su artículo 1:

“Declarar Patrimonio Cultural de la Nación a las Ferias de Alasitas y Miniaturas del Altiplano de Puno, departamento de Puno, como expresión de una religiosidad popular de raíces prehispánicas que ha sido adaptada a las circunstancias históricas, siguiendo la evolución de las necesidades y anhelos de la población en un constante proceso de transformación, siendo hoy en día de los rasgos característicos de la identidad cultural del pueblo peruano”

### Alasitas en el departamento de Puno
La fiesta del 3 de mayo en Puno, no es la única feria de alasitas existente. En el altiplano peruano, a lo largo del siglo XX, se ha anotado la realización de estas ferias, en las ciudades de:
- Ilave
- Moho
- Huancané
- Juliaca
- Lampa
- Zepita
- Ayaviri
- Pomata
- Tiquillaca
- Desaguadero
- Acora
- Platería
- Yunguyo
- Chucuito
- Juli
- Azángaro.

Con el proceso de migración que ha desarrollado la población aimara altiplánica, especialmente durante la segunda mitad del siglo XX, vemos este tipo de prácticas con miniaturas en otros Departamentos del Perú.

## Controversias sobre el origen y patrimonio
Tanto Bolivia como el Perú, mantienen una disputa por el patrimonio de la Feria de Alasita y Ekeko, ambos países sostienen que es un patrimonio exclusivo de su historia. En ambos países la Alasita y Ekeko fueron declarados como patrimonio cultural de la nación.

### Postura boliviana
El Ekeko o Illa es un personaje emblemático de la ciudad de La Paz, además constituye parte fundamental del patrimonio histórico cultural de Bolivia. Por eso, El Ministerio de Culturas y Turismo manifestó su preocupación ante la difusión del Gobierno peruano de la campaña de promoción turística Marca Perú ‘Más peruano que el Ekeko’, en la que hacen un uso  del Ekeko (Iqiqu) que la entidad consideró inapropiado.
"Lo más importante es defender nuestra Alasita. Que la Unesco la declare Patrimonio para evitar que los peruanos o cualquier extranjero se quiera apropiar de algo paceño”, fueron las primeras palabras del flamante Ekeko 2015, Reynaldo Chura.
Bolivia postuló La Fiesta de Alasita: Ritual al Iqiqu (ekeko) y a la Illa "destacando los elementos artesanales, históricos (origen). ante la UNESCO en el año 2011, para su reconocimiento como patrimonio cultural, sin embargo, no obtuvo una recomendación favorable por parte de expertos de la Organización de Naciones Unidas para la Educación, la Ciencia y la Cultura. Debido a que Perú, objeto la postulación por atentar contra el patrimonio peruano.
En el 2014, el expresidente Evo Morales, apoyado en datos históricos, sostuvo que el Ekeko existió 200 a. C. Antes de Cristo, inicialmente como parte de la cultura Pukara y la posterior gestación de la cultura Tiawanacota.
En el año 2016, El Ministerio de Culturas dio a conocer que Bolivia presentó un reclamo diplomático dirigido al Gobierno de Perú sobre la "fiesta de la Alasita", que fue declarada por el vecino país como patrimonio cultural de Puno.

### Postura peruana
El Gobierno del Perú reclama el origen ancestral del Ekeko. Hoy es un icono cultural compartido por el Perú y Bolivia. Puno comparte con La Paz el Lago Titicaca y platos típicos, mantienen un intercambio comercial fluido, además de manifestaciones culturales típicas bolivianas como la diablada y la morenada.

El patrimonio cultural lo hacen los pueblos, el mismo que se hereda y se aprende de generación en generación, por lo tanto no podemos decir esto es mío y me pertenece sólo a mí
Yenni Silva, presidenta de la Federación Regional de Folclor y Cultura de Puno

La directora del Instituto Nacional de Cultura del Perú (INC), Cecilia Bákula Bunge, aseguró que el ekeko -deidad masculina a la que se le atribuye la virtud de propiciar prosperidad y abundancia- es una manifestación popular propia de toda la zona del altiplano y no solo de Bolivia, que lo reclama como suyo. Son manifestaciones populares de la zona del altiplano, No corresponden a un país entendido como una delimitación política contemporánea.
Aseguró que Perú hace bien en reconocer el valor de estas expresiones culturales y en entender que no pertenecen a un solo país, sino a todos los pueblos de la zona. “Si un país cree que un patrimonio del altiplano le pertenece en exclusiva, podría empobrecer su patrimonio”

## Celebración a nivel mundial
A lo largo del siglo XX la Feria de la Alasita como producto de la migración y los intercambios culturales en la región, ha comenzado a celebrarse en diferentes ciudades del mundo:

### Bolivia
- La Paz y El Alto, Bolivia , 24 de enero.[69]
- Cochabamba. 30 de octubre.[70]
- Oruro, 24 de enero[71]
- Santa Cruz, septiembre.[72][73]
- Sucre, julio.[74]
- Potosí, junio.[75]

### Argentina
- Buenos Aires, Argentina,[76] 24 de enero, la fiesta es organizada por la comunidad boliviana[77] en Argentina[78][79][80] y las autoridades locales.
- La feria se realiza en el  Parque Avellaneda, a cargo del Centro Cultural Autóctono Wayna Marka.[81]

### Perú
- Puno, 3 al 8 de mayo.[82]
- Juliaca, 3 de mayo[83]